# José Luis Martín Rodríguez
José Luis Martín Rodríguez (Monleras, 22 de diciembre de 1936 – Salamanca, 17 de octubre de 2004) fue un historiador y catedrático español. 

## Biografía
En 1962 se licenció en Historia en la Universidad de Barcelona y posteriormente también se doctoró en Historia en la misma universidad (1965), donde ejerció de profesor hasta que en 1966 ganó la Cátedra de Historia Medieval de la Universidad de Salamanca, de la cual fue decano (1976-1977). Ha sido catedrático también en la Universidad Complutense, y últimamente lo era en la Universidad Nacional de Educación a Distancia (UNED). Miembro correspondiente de la Real Academia de la Historia, desde 1990 presidía el Centro de Estudios de Salamanca, vinculado al Consejo Superior de Investigaciones Científicas (CSIC).
Además de la cátedra de la Universidad de Salamanca también fue catedrático de Historia Medieval de la Universidad Complutense y de la Universidad Española a Distancia.
Cofundador y primer secretario del Anuario de Estudios Medievales (Barcelona), últimamente formaba parte del consejo de redacción de esta y otras revistas. Ha dirigido, entre otras, la colección «Documentos y Estudios para la Historia del Occidente Peninsular», de la cual fue fundador.
Militó en movimientos antifranquistas.

## Obra
Entre sus publicaciones, tienen especial interés los manuales y las obras de divulgación, como La Península en la edad media. 
- Las Cortes medievales. (1989) Historia 16.ISBN 84-7679-143-7
- Documentos del Archivo Catedralicio de Zamora.  (1982).  Universidad de Salamanca. Ediciones Universidad de Salamanca  ISBN 84-7481-190-2
- Enrique IV de Castilla : rey de Navarra, príncipe de Cataluña  (2002) Editorial Nerea. ISBN 84-89569-82-7
- La afirmación de los reinos : (siglos XI-XIII). (1985) Tomo 4 Historia de Castilla y León Ámbito Ediciones. ISBN 84-86047-51-X
- La península en la edad media. (1976) Editorial Teide. ISBN 84-307-7346-0